# Гуо Венђин
Гуо Венђин (кин: 郭文珺; Сјиан, Шенси, 22. јун 1984) је члан кинеске репрезентације у стрељаштву.
Највеће успехе је постигла у 2008. години. Најпре је у освојила три златне медаље од четири могуће у европском делу ИССФ Светског купа.
Учествовала је на Олимпијским играма 2008. у Пекингу, где је у дисциплини вадушни пиштољ са 10 метара. освојила златну медаљу и поставила нови олимпијски рекорд у финалном делу такмичења.
Тренутно држи светски рекорд у дисциплини 10 метара ваздушни пиштољ екипно (Чен Јинг, Гуо Венђин и Тао Луна) резултатом 1,161 круг постигнут у Дохи 3. децембар 2006. Исти резултат постигла је и екипа Русије (Холимова, Марина Логвиненко, Светлана Смирнова)